# Attagenus ionicus
Attagenus ionicus is een keversoort uit de familie spektorren (Dermestidae). De wetenschappelijke naam van de soort werd in 2005 gepubliceerd door Zhantiev.